# شبع حسي

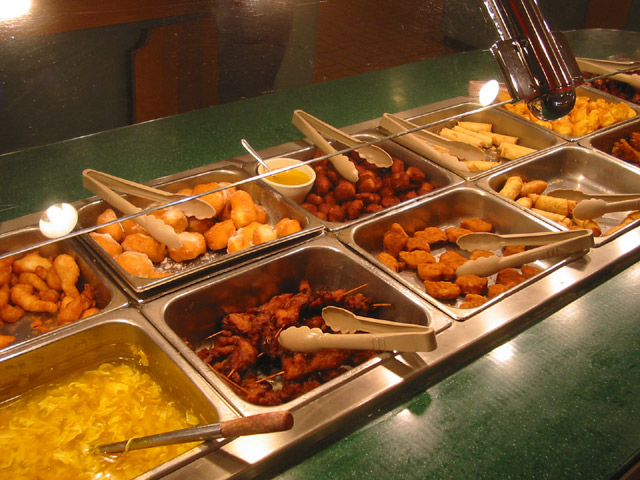

الشبع الحسي أو ما يسمى (Sensory_specific satiety) هي ظاهرة المتعة الحسية التي تعود إلى الرضا المتناقص الناتج عن استهلاك نوع معين من الطعام، والتجديد اللاحق في الشهية ينتج من التعرض لنكهة أو طعام جديد. تم اكتشاف الظاهرة لأول مرة عام 1956م بواسطة عالم الفسيولوجيا الفرنسي جاك لي ماغن. تمت صياغة هذا المصطلح عام 1981م بواسطة بربارا ج. رولز وادموند ت. رولز. هذا المفهوم وضّح دور المحفزات الفيزيائية في توليد الشهية، وأكثر تحديدًا، شرح دلالة التذوق فيما يتعلق بالجوع. إلى جانب الشبع المشروط والتخدير الهضمي، هي إحدى ثلاث ظواهر رئيسية للإشباع.
يتم توضيح هذه العملية بشكل شائع من خلال البوفيه القياسي. من المرجح أن يأكل الناس بكميات أكبر في البوفيه بسبب وجود تنوع في الأطعمة والنكهات حيث يجدد الإحساس بالشهية لدى الفرد.
أُجريت دراسة بواسطة رولز وڨان دويجفين فورد في عام 1984م تم التحقق من هذه العملية من خلال محاكاة وجبة على طراز البوفيه. أطعموا المشاركين أربع وجبات والتي تشمل السجق، الخبز والزبدة، حلوى الشوكولاته والموز. ثم قاموا بإطعام المشاركين أربع دورات لأكد هذه الأطعمة، أظهرت النتائج زيادة بنسبة 44٪ في اجمالي استهلاك الطعام عندما تعرضوا للوجبات مع مجموعة متنوعة من الأطعمة.
يمكن أن تؤثر عوامل التغذية الراجعة مثل كثافة الطاقة والمحتوى الغذائي على استساغة الطعام الذي بدوره سيثبط أو يسهل الشبع الحسي المحدد. أُجريت دراسات بواسطة بيرش وديشر عام 1986م وب. ج. رولز، تم تلخيصها على ورق بواسطة راينور وابشتاين، بينت أن التغذية الراجعة لا تؤثر كثيرًا على الشبع الحسي.
نظرًا لأنه يبدو أن التغذية الراجعة بعد تناول الطعام لها تأثير ضئيل للشبع الحسي المحدد فمن المحتمل أن يكون الشبع الحسي المحدد مدفوعًا بعوامل خارجية، مثل الخصائص الحسية للطعام، أكثر من العوامل الداخلية.